# George Samuel Jenman
George Samuel Jenman (1845 - 1902) fue un botánico, y pteridólogo inglés. Trabajó activamente en Georgetown siendo Gobernador Botánico y Superintendente de los Jardines botánicos de Guyana. También estuvo recolectando en Jamaica.
Se entrenó en jardinería y en botánica en Kew Gardens.

## Algunas publicaciones
- 1909. The Ferns and Fern Allies of the British West Indies and Guiana. U.S. Gov. Printing Office, 182 pp.

- 1888. Minor Agricultural Industries of British Guiana, 11 pp.

- 1888. The Savannahs of Guiana. Ed. C.K. Jardine, Printer to the Gov. of British Guiana, 6 pp.

- 1888. Report on the Fruit Resources of British Guiana. Ed. C.K. Jardine, printer to the Gov. of British Guiana, 16 pp.

- 1881. A hand-list of the Jamaica ferns and their allies. Demara : Baldwin & Co. 1881 en OpenLibrary

## Honores
- Miembro de la Sociedad linneana de Londres[1][2][3][4][5]

### Epónimos
Género
- (Podostemaceae) Jenmaniella Engl.[6]

Especies
- Aechmea jenmanii Baker (1882) Bromeliácea
- Aniba jenmanii Mez (1889) Laurácea
- Annona jenmanii Safford (1913) Annonácea
- Anthurium jenmanii Engl. (1905) Arácea
- Antrophyum jenmanii Benedict (1907) Vittariácea
- Aspidium jenmanii Christ (1897) Dryopteridácea
- Asplenium jenmanii Proctor (1968) Aspleniácea
- Begonia jenmanii Tutin (1940) Begoniácea
- Bombax jenmanii Oliv. (1887) Bombacácea
- Botrychium jenmanii Underw. (1900) Ophioglossácea
- Carptotepala jenmanii (Gleason) Moldenke (1957) (sinónimo : Paepalanthus jenmanii Gleason) Eriocaulácea
- Cattleya jenmanii Rolfe (1906) Orchidácea
- Cayaponia jenmanii C.Jeffrey (1971) Cucurbitácea
- Cephaelis jenmanii Wernham (1914) Rubiácea
- Cheiloclinium jenmanii A.C.Sm. (1940) Celastrácea
- Clusia jenmanii Engl. (1888) Clusiácea
- Cynanchum jenmanii Morillo (1990) Asclepiadácea
- Cyperus jenmanii C.B.Clarke ex Morong (1893) Cyperácea
- Danaea jenmanii Underw. (1902) Marattiácea
- Dicymbe jenmanii Sandwith (1928) Fabácea
- Dryopteris jenmanii (Baker) C.Chr. -(1905) Dryopteridácea
- Eperua jenmanii Oliv. (1891) Fabácea
- Eschweilera jenmanii R.Knuth (1939) Lecythidácea
- Euterpe jenmanii C.H.Wright (1906) Arecácea
- Henriquezia jenmanii K.Schum. (1889) Rubiácea
- Heteropsis jenmanii Oliv. (1890) Arácea
- Hypolytrum jenmanii C.B.Clarke (1908) Cyperácea
- Ilex jenmanii Loes. (1901) Aquifoliácea
- Inga jenmanii Sandwith (1931) Fabácea
- Jenmaniella jenmanii (Engl.) P.Royen (1951) (sin. : Marathrum jenmanii Engl.) Podostemácea
- Lacunaria jenmanii Ducke (1930) Quiinácea
- Lastrea jenmanii W.Bull (1887) Thelypteridácea
- Lycopodioides jenmanii Kuntze (1891) Selaginellácea
- Macrolobium jenmanii (Gleason) Sandwith (1939) (sin. : Vouapa jenmanii Gleason) Fabácea
- Matelea jenmanii (Morillo) Morillo (2000) Asclepiadácea
- Mitostemma jenmanii Mast. (1883) Passiflorácea
- Mnasium jenmanii Baill. (1894) Rapateácea
- Moronobea jenmanii Engl. (1888) Clusiácea
- Nephrodium jenmanii Baker (1877) Dryopteridácea
- Odontosoria jenmanii Maxon (1913) Dennstaedtiácea
- Passiflora jenmanii Mast. (1893) Passiflorácea
- Persea jenmanii Mez (1889) Laurácea
- Philodendron jenmanii K.Krause (1913) Aracea
- Phoradendron jenmanii Trel. (1916) Viscacea
- Polytaenium jenmanii Benedict (1911) Vittariacea
- Pouteria jenmanii (Pittier) Sandwith (1931) (sin. : Lucuma jenmanii Pittier) Sapotácea
- Psychotria jenmanii Urb. (1913) Rubiácea
- Racinaea jenmanii (Baker) M.A.Spencer & L.B.Sm. (1993) Bromeliácea
- Rhyncholacis jenmanii Engl. (1927) Podostemácea
- Roystonea jenmanii Burret (1929) Arecácea
- Sapium jenmanii Hemsl. (1900) Euphorbiaceae
- Sceptridium jenmanii (Underw.) Lyon (1905) Ophioglossácea
- Selaginella jenmanii Baker (1887) Selaginellácea
- Sievekingia jenmanii Rchb.f. (1886) Orchidácea
- Siphanthera jenmanii Gleason (1932) Melastomatácea
- Spathanthus jenmanii N.E.Br. (1906) Rapateacea
- Swartzia jenmanii Sandwith (1934) Fabacea
- Syngonanthus jenmanii (Gleason) Giul. & Hensold (1991) Eriocaulacea
- Terpsichore jenmanii (Underw. ex Maxon) A.R.Sm. (1993) (sin. : Polypodium jenmanii Underw. ex Maxon o Grammitis jenmanii (Underw. ex Maxon) Proctor o Ctenopteris jenmanii (Underw. ex Maxon) Copel.) Grammitidácea
- Thurnia jenmanii Hook.f. (1883) Thurniacea
- Tillandsia jenmanii Baker (1887) Bromeliacea
- Touroulia jenmanii Oliv. (1891) Quiinacea
- Tovomita jenmanii Engl. (1888) Clusiacea
- Trichomanes jenmanii Lellinger (1991) Hymenofillacea
- Urostachys jenmanii (Underw. & F.E.Lloyd) Herter ex Nessel (1939) (sin. : Lycopodium jenmanii Underw. & F.E.Lloyd o Huperzia linifolia var. jenmanii (Underw. & F.E.Lloyd) B.Øllg. & P.G.Windisch ) Lycopodiacea

- La abreviatura «Jenman» se emplea para indicar a George Samuel Jenman como autoridad en la descripción y clasificación científica de los vegetales.[7]